# Chrysopa viridana
Chrysopa viridana là một loài côn trùng trong họ Chrysopidae thuộc bộ Neuroptera. Loài này được Schneider miêu tả năm 1845.